# Krämerzunfthaus (Koblenz)

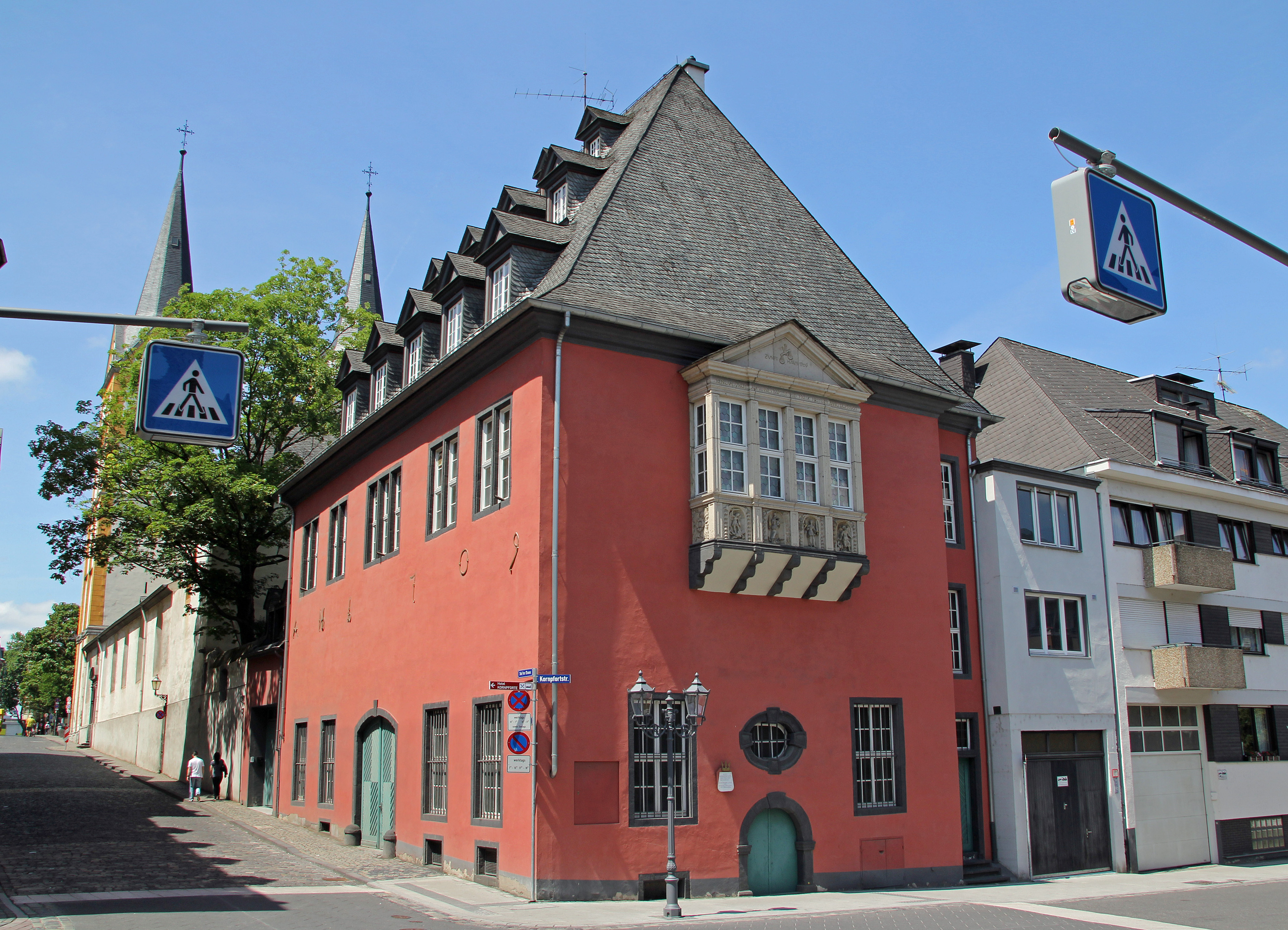
Das Krämerzunfthaus in der Altstadt von Koblenz

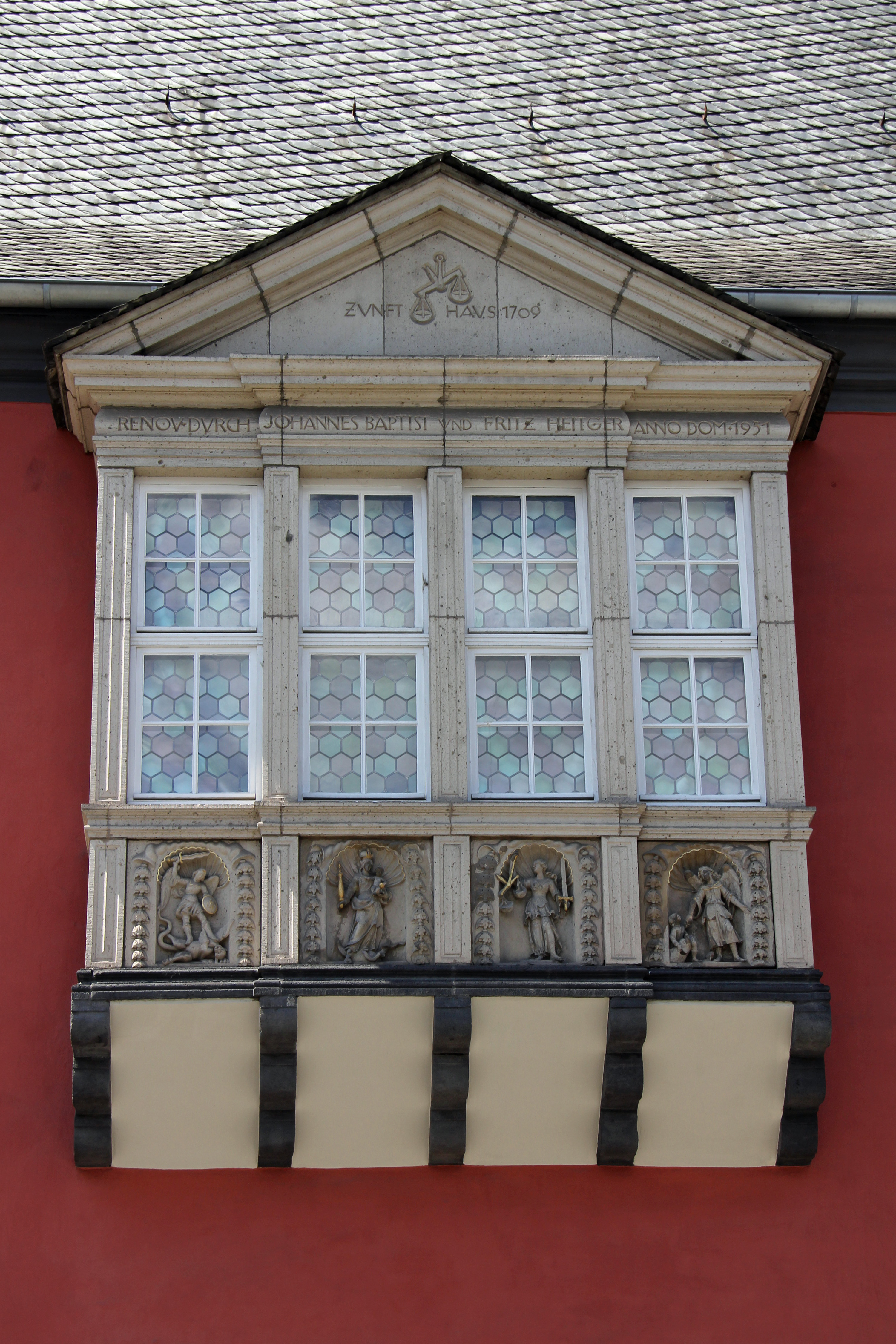
Erker am Krämerzunfthaus

Das Krämerzunfthaus ist ein Gebäude in der Altstadt von Koblenz, es war das Zunfthaus der Krämer und Sitz der städtischen Mehlwaage.

## Geschichte
Ein erstes Gebäude wurde an dieser Stelle 1582 von der Krämergesellschaft erbaut. Der Hallenbau, in den man mit einem Wagen hineinfahren konnte, stand an der Stadtmauer. Dieses erste Zunftgebäude wurde bei dem verheerenden Bombardement während der Belagerung der Stadt Koblenz 1688 durch französische Truppen im Pfälzischen Erbfolgekrieg zerstört.
Als Ersatz für das zerstörte Gebäude wurde von 1708 bis 1709 das heute noch bestehende Gebäude errichtet, das zugleich als städtische Mehlwaage fungierte, die im überwölbten Erdgeschoss untergebracht war. Im Jahr 1718 wurde der Zunft- und Mehlhandelszwang aufgehoben. Das Gebäude kam 1824 in den Besitz der Stadt Koblenz und diente dann vielfachen Zwecken, zunächst als städtische Gewerbeschule, einem Vorläufer des Eichendorff-Gymnasiums, dann als Sitz von Stadtarchiv und Stadtbibliothek.
Im Zweiten Weltkrieg wurde das Krämerzunfthaus bei den Luftangriffen auf Koblenz schwer beschädigt. Erhalten blieben im Wesentlichen nur die Außenmauern, der Erker stürzte später ein, kurz nachdem eine Prozession an der Ruine vorbeigezogen war. Der Wiederaufbau im alten Stil erfolgte 1951 durch Johannes Baptist und Fritz Heitger, woran eine Inschrift am Erker erinnert. Dabei wurde von Heitger das Relief Die gute alte Zeit an einem Anbau des Krämerzunfthauses angebracht, später bei einem Eigentümerwechsel des Hauses aber wieder entfernt und in der Nähe seines alten Standorts aufgestellt.

## Bau
Das lang gestreckte, zweigeschossige Zunfthaus besitzt fünf Achsen. Die Fenster mit Basaltrahmung sind im Obergeschoss zwei- und dreiteilig, im Erdgeschoss vergittert. Über dem segmentbogigen Eingang an der Danne befinden sich Eisenanker mit der Jahreszahl 1709. An der Kornpfortstraße gibt es einen rundbogigen Kellereingang mit einem ovalen Fenster. Darüber ist ein Rechteckerker mit den fast vollplastischen Nischenfiguren des Erzengels Michael mit Drachen, der Muttergottes, der Justitia sowie einem Engel mit Tobias und Fisch angebracht. Das Walmdach wurde beim Wiederaufbau im Stil der Spätgotik und Renaissance errichtet. An der weitgehend zerstörten Nordseite wurde beim Wiederaufbau ein Anbau mit geschweifter Haube angefügt. Das Krämerzunfthaus bildet ein altstadtprägendes Pendant zum gegenüber liegenden Dreikönigenhaus.

## Denkmalschutz
Das Krämerzunfthaus ist ein geschütztes Kulturdenkmal nach dem Denkmalschutzgesetz (DSchG) und in der Denkmalliste des Landes Rheinland-Pfalz eingetragen. Es liegt in der Denkmalzone Altstadt.
Seit 2002 ist das Krämerzunfthaus Teil des UNESCO-Welterbes Oberes Mittelrheintal.